# Washington Stars
Washington Stars (Opgericht als F.C. Washington) is een voormalige Amerikaanse voetbalclub uit Fairfax, Virginia. De club werd opgericht in 1988 en opgeheven in 1990. Na dat seizoen fuseerde de club met Maryland Bays. De club speelde twee seizoenen in de American Soccer League en één seizoen in de American Professional Soccer League.